# Cornelis Labots
Cornelis Labots (Amsterdam, 17 oktober 1920 – Amsterdam, 17 juli 1990) was een Nederlands autodidact kunstschilder, tekenaar en graficus. Oorspronkelijk was hij van beroep boekdrukker maar in zijn vrije tijd volgde hij verschillende opleidingen waaronder bij de Stedelijke Academie voor Schone Kunsten en de Vespertekenschool in Merksem, België  waar hij vanaf 1963 tot eind 1974 woonde. Hij heeft geëxposeerd in 1974 in Amsterdam bij Café-Bistro Pak-Inn, in 1977 in Antwerpen in Galerij Napoleon met Eddie Ausloos en in kunstgalerij Christ Hill in Lichtaart in Vlaanderen.
Zijn leermeesters waren de Vlaamse graficus en glasschilder Antoon Vermeylen en graficus Frank-Ivo van Damme. Labots ontving een zilveren medaille in 1974 en de Grand Prix van de Academie Européene des Arts. 

## Diverse technieken
Labots heeft een groot aantal kunstobjecten nagelaten waaronder houtgravures, etsen, linoleumsneden, tekeningen, lithos, schilderijen en - voor zover bekend - 55 ex-libris. Hij maakte ook beeldjes van klei, zandsteen en hout. Hij verzorgde de illustraties in een aantal leerboeken voor scholen. In het weekblad Uilenspiegel verscheen tussen 1954 en 1955 een verhaal van Max Brand over Cisco Kid in afleveringen met enige tientallen afbeeldingen (uitgevoerd in scraperboard) van de hand van Labots.

## Afkomst
Zijn vader was Cornelis Jacobus Labots geboren 16 december 1895 in Amsterdam en zijn moeder was Grietje van der Zouw, geboren in Rietveld (Gemeente Alphen aan den Rijn) op 30 oktober 1893. Dit echtpaar scheidde op 19 december 1935 en Cornelis Jacobus Labots. hertrouwde met Anna Zintl afkomstig uit Tsjechoslowakije. In de oorlogsjaren was dit echtpaar woonachtig in Tsjechoslowakije. In 1945 woonden zij weer in Amsterdam op de Lauriergracht 116 hs. Cornelis Labots heeft een broer en zuster en een halfbroer en twee halfzusters.

## Toelichting scraperboard
Scraperboard illustratie is een techniek waarbij tekeningen zijn gemaakt met behulp van scherp gereedschap voor het etsen in een dunne laag witte Chinese klei of krijt van ongeveer 2 millimeter dik dat is bekleed met zwarte Oost-Indische inkt. Scraperboard kan ook worden gemaakt met verschillende lagen van veelkleurige klei, zodat de druk op het gebruikte instrument de kleur bepaald die wordt geopenbaard. Er is ook een folie papier dat bedekt is met zwarte inkt waarbij beeld verschijnt wanneer er krassen op de folie zijn toegepast. Scraperboard kan worden gebruikt om zeer gedetailleerde, nauwkeurige en gelijkmatige  afbeeldingen te leveren.